# Франческо де Фабіані
Франческо де Фабіані італ. Francesco de Fabiani — італійський лижник, бронзовий призер чемпіонатів світу в командному спринті, олімпієць.

## Спортивна кар'єра
У Кубку світу де Фабіані дебютував 28 грудня 2013 року, у перегонах у рамках Тур де Скі, але пройшовши 5 етапів Туру він не вийшов на старт 6-го і цим зійшов зі змагань, а в інших етапах Кубка світу участі не брав. Переважно виступає в Альпійському кубку, де має у своєму доробку 1 потрапляння до трійки найкращих. 8 березня 2015 року здобув свою першу перемогу на етапах Кубка світу в перегонах на 15 км у фінському Лахті.
На Олімпійських іграх 2014 року в Сочі посів 22-ге місце в скіатлоні, 30-те місце в перегонах на 15 км класичним стилем та 25-те місце в мас-старті на 50 км.
Найкраще досягнення на юнацьких та молодіжних чемпіонатах світу — 8-ме місце в скіатлоні на молодіжному чемпіонаті світу 2014 року.

## Результати за кар'єру
Усі результати наведено за даними Міжнародної федерації лижного спорту.

### Олімпійські ігри
| Рік  | Вік | 15 км індивідуальні пер. | 30 км скіатлон | 50 км мас-старт | Спринт | 4 × 10 км естафета | Командна першість спринт |
| ---- | --- | ------------------------ | -------------- | --------------- | ------ | ------------------ | ------------------------ |
| 2014 | 20  | 30                       | 21             | 25              | —      | —                  | —                        |
| 2018 | 24  | —                        | 20             | 22              | —      | 7                  | —                        |

### Чемпіонати світу
- 1 медаль — (1 бронза)

| Рік  | Вік | 15 км індивідуальні пер. | 30 км скіатлон | 50 км мас-старт | Спринт | 4 × 10 км естафета | Командна першість спринт |
| ---- | --- | ------------------------ | -------------- | --------------- | ------ | ------------------ | ------------------------ |
| 2015 | 21  | —                        | 40             | 32              | —      | 6                  | —                        |
| 2017 | 23  | 40                       | —              | —               | —      | 8                  | —                        |
| 2019 | 25  | —                        | —              | 14              | 8      | —                  | Бронза                   |
| 2021 | 27  | —                        | —              | —               | 28     | —                  | 5                        |

### Кубки світу

#### Підсумкові місця в Кубку світу за роками
| Сезон | Вік | Місце в дисципліні | Місце в дисципліні | Місце в дисципліні | Місце в дисципліні | Місце в Скі Тур | Місце в Скі Тур | Місце в Скі Тур | Місце в Скі Тур   | Місце в Скі Тур |
| Сезон | Вік | Загалом            | Дистанція          | Спринт             | Ю-23               | Nordic Opening  | Тур де Скі      | Скі Тур 2020    | Фінал Кубка світу | Скі Тур Канада  |
| ----- | --- | ------------------ | ------------------ | ------------------ | ------------------ | --------------- | --------------- | --------------- | ----------------- | --------------- |
| 2014  | 20  | НК                 | НК                 | НК                 | Н/Д                | —               | НФ              | Н/Д             | —                 | Н/Д             |
| 2015  | 21  | 22                 | 13                 | НК                 | 1                  | 18              | 24              | Н/Д             | Н/Д               | Н/Д             |
| 2016  | 22  | 12                 | 11                 | 87                 | 1                  | 4               | 9               | Н/Д             | Н/Д               | 19              |
| 2017  | 23  | 25                 | 25                 | 87                 | Н/Д                | 14              | 14              | Н/Д             | —                 | Н/Д             |
| 2018  | 24  | 13                 | 17                 | 35                 | Н/Д                | 43              | НФ              | Н/Д             | 12                | Н/Д             |
| 2019  | 25  | 7                  | 6                  | 11                 | Н/Д                | 12              | 9               | Н/Д             | 4                 | Н/Д             |
| 2020  | 26  | 30                 | 28                 | 36                 | Н/Д                | 32              | НФ              | 13              | Н/Д               | Н/Д             |
| 2021  | 27  | 15                 | 17                 | 20                 | Н/Д                | 20              | 15              | Н/Д             | Н/Д               | Н/Д             |

#### П'єдестали в особистих дисциплінах
- 1 перемога — (1 КС)
- 9 п'єдесталів — (3 КС, 6 ЕКС)

| № | Сезон   | Дата            | Місце пров.            | Перегони              | Рівень           | Місце |
| - | ------- | --------------- | ---------------------- | --------------------- | ---------------- | ----- |
| 1 | 2014–15 | 8 березня 2015  | Лахті (Фінляндія)      | 15 км індивідуальні К | Кубок світу      | 1-ше  |
| 2 | 2015–16 | 6 січня 2016    | Оберстдорф (Німеччина) | 15 км мас-старт К     | Етап Кубка світу | 3-тє  |
| 3 | 2015–16 | 14 лютого 2016  | Falun (Швеція)         | 15 км мас-старт В     | Кубок світу      | 2-ге  |
| 4 | 2017–18 | 4 січня 2018    | Оберстдорф (Німеччина) | 15 км мас-старт В     | Етап Кубка світу | 3-тє  |
| 5 | 2017–18 | 17 березня 2018 | Falun (Швеція)         | 15 км мас-старт К     | Етап кубка світу | 3-тє  |
| 6 | 2018–19 | 2 січня 2019    | Оберстдорф (Німеччина) | 15 км мас-старт К     | Етап Кубка світу | 2-ге  |
| 7 | 2018–19 | 5 січня 2019    | Val di Fiemme (Італія) | 15 км мас-старт К     | Етап кубка світу | 2-ге  |
| 8 | 2018–19 | 16 лютого 2019  | Коньє (Італія)         | 1,6 км спринт В       | Кубок світу      | 2-ге  |
| 9 | 2020–21 | 8 січня 2021    | Val di Fiemme (Італія) | 15 км мас-старт К     | Етап Кубка світу | 2-ге  |

#### П'єдестали в командних дисциплінах
- 1 перемога — (1 КС)
- 3 п'єдестали — (1 Ес, 2 КС)

| № | Сезон   | Дата           | Місце пров.          | Перегони                      | Рівень      | Місце | Тов. по команді(s)           |
| - | ------- | -------------- | -------------------- | ----------------------------- | ----------- | ----- | ---------------------------- |
| 1 | 2015–16 | 24 січня 2016  | Нове Место (Чехія)   | Естафета 4 × 7,5 км К/В       | Кубок світу | 3-тє  | Nöckler / Clara / Пеллегріно |
| 2 | 2020–21 | 20 грудня 2020 | Дрезден (Італія)     | 6 × 1,3 км командний спринт В | Кубок світу | 3-тє  | Пеллегріно                   |
| 3 | 2020–21 | 7 лютого 2021  | Ульрісегамн (Швеція) | 6 × 1,5 км командний спринт В | Кубок світу | 1-ше  | Пеллегріно                   |